# Wojna duńska (1864)
Wojna duńska 1864 roku, znana także (głównie w historiografii anglosaskiej) jako II wojna o Szlezwik lub wojna duńsko-pruska – konflikt między koalicją Austrii i Prus oraz Danią, mający miejsce w 1864 roku.

## Geneza konfliktu
W połowie XIX wieku monarcha duński władał również trzema położonymi na pograniczu księstwami: Szlezwiku, Holsztynu i Saksonią-Lauenburg, połączonymi z Danią unią personalną. Księstwa te (oprócz Szlezwiku) należały do Związku Niemieckiego. W roku 1863 król duński Fryderyk VII rozpoczął starania o ich przyłączenie do Danii.
16 listopada 1863 r. na tronie zastąpił go Chrystian IX, który już na wstępie stanął wobec niezwykle trudnej sytuacji, bowiem działania królów duńskich w oczach pruskiej opinii publicznej stanowiły naruszenie praw narodu niemieckiego. Już pod koniec listopada 1863 roku Królestwo Saksonii i Królestwo Hanoweru podjęły działania przeciw Danii, zajmując w grudniu bez walk Holsztyn i Lauenburg. Otto von Bismarck zdecydował się na wystąpienie zbrojne, ale jedynie z Austrią, nie zaś siłami całego Związku Niemieckiego. Wskutek krótkowzroczności cesarza Franciszka Józefa Austria zmarnowała okazję na odtworzenie swojej pozycji w Związku Niemieckim poprzez samodzielne wystąpienie.

## Przebieg wojny
1 lutego 1864 roku wojska koalicyjne austriacko-pruskie przekroczyły graniczną rzekę Eider, rozpoczynając wojnę. Siły generała Friedricha von Wrangla wkroczyły do Szlezwiku i posuwały się na północ wzdłuż Półwyspu Jutlandzkiego. W marcu opanowały większość Szlezwiku. 18 kwietnia wojska pruskie przełamały duńskie pozycje w bitwie pod Dybbøl.
Na morzu Dania miała przewagę nad marynarką pruską i od 15 marca 1864 roku zastosowała blokadę morską pruskich portów, przede wszystkim na wybrzeżu Bałtyku, lecz była ona mało skuteczna wobec konieczności przerzucenia części duńskich okrętów na Morze Północne. 17 marca doszło do nierozstrzygniętej bitwy u przylądka Jasmund, w której słabszy zespół pruski uniknął zniszczenia, wykazując wartość marynarki pruskiej i konieczność utrzymywania silnej eskadry duńskiej na Bałtyku. Daleka blokada na Bałtyku utrzymywana była do końca wojny. Na Morzu Północnym Dania podjęła blokadę portów hanowerskich, a siły morskie Prus były tam słabe. W kwietniu swoją eskadrę okrętów pod dowództwem komandora von Tegetthoffa wysłała tam z Morza Śródziemnego Austria. 9 maja 1864 roku doszło do nierozstrzygniętej bitwy morskiej pod Helgolandem z eskadrą austriacko-pruską, w której taktyczne zwycięstwo odnieśli Duńczycy, ale blokada wybrzeża Morza Północnego została zniesiona.
12 maja nastąpiło zawieszenie broni, trwające do połowy czerwca. W tym czasie Austriacy wzmocnili swoją eskadrę na Morzu Północnym, uzyskując tam przewagę nad flotą duńską. Po upływie terminu zawieszenia broni państwa koalicji podjęły działania zaczepne. 29 czerwca wojska pruskie zdobyły wyspę Als na wschodzie półwyspu i w lipcu podjęły przygotowania do ataku na Fionię. Przy pomocy floty został wysadzony desant austriacko-pruski na zachodzie półwyspu, który zajął 13 czerwca wyspę Sylt, a 17-18 lipca wyspę Föhr. Walki na lądzie trwały do 30 września 1864 roku i zakończyły się klęską Danii.
30 października 1864 roku został podpisany w Wiedniu traktat pokojowy.

## Konsekwencje
Bismarck doskonale zdawał sobie sprawę z możliwości, jakie jego polityce stwarza zakończony właśnie konflikt. Doprowadził do (teoretycznie uczciwego) podziału zajętych księstw, które poddano pod administrację obydwu biorących udział w konflikcie państw. W rezultacie Holsztyn uzyskała Austria, natomiast Szlezwik – Prusy. Do Prus włączono także Lauenburg. Bismarck wymusił też na Austrii zgodę na przeniesienie bazy pruskiej marynarki wojennej z Gdańska do Kilonii w Holsztynie, wybudowanie dwóch traktów strategicznych łączących Szlezwik z Lauenburg wraz z otrzymaniem zgody na budowę umocnień w Holsztynie. Układ taki dawał Prusom odpowiednie zaplecze i zarazem doskonały pretekst do następnej wojny – z Austrią, która miała wybuchnąć w niecałe dwa lata później.
W wyniku podziału Szlezwiku i Holsztynu niemiecka opinia publiczna odwróciła się od Austrii, gdyż w powszechnym mniemaniu obowiązkiem cesarza (jako głowy najważniejszego z państw Związku Niemieckiego) była obrona niezawisłości księstw. Niechętnie przyjęto więc potraktowanie przez Franciszka Józefa tego konfliktu jako okazji do powiększenia obszaru własnego państwa, tym bardziej że zdawano sobie sprawę z braku związków łączących Holsztyn z odległą Austrią.